# Ludwigstraße 64–66

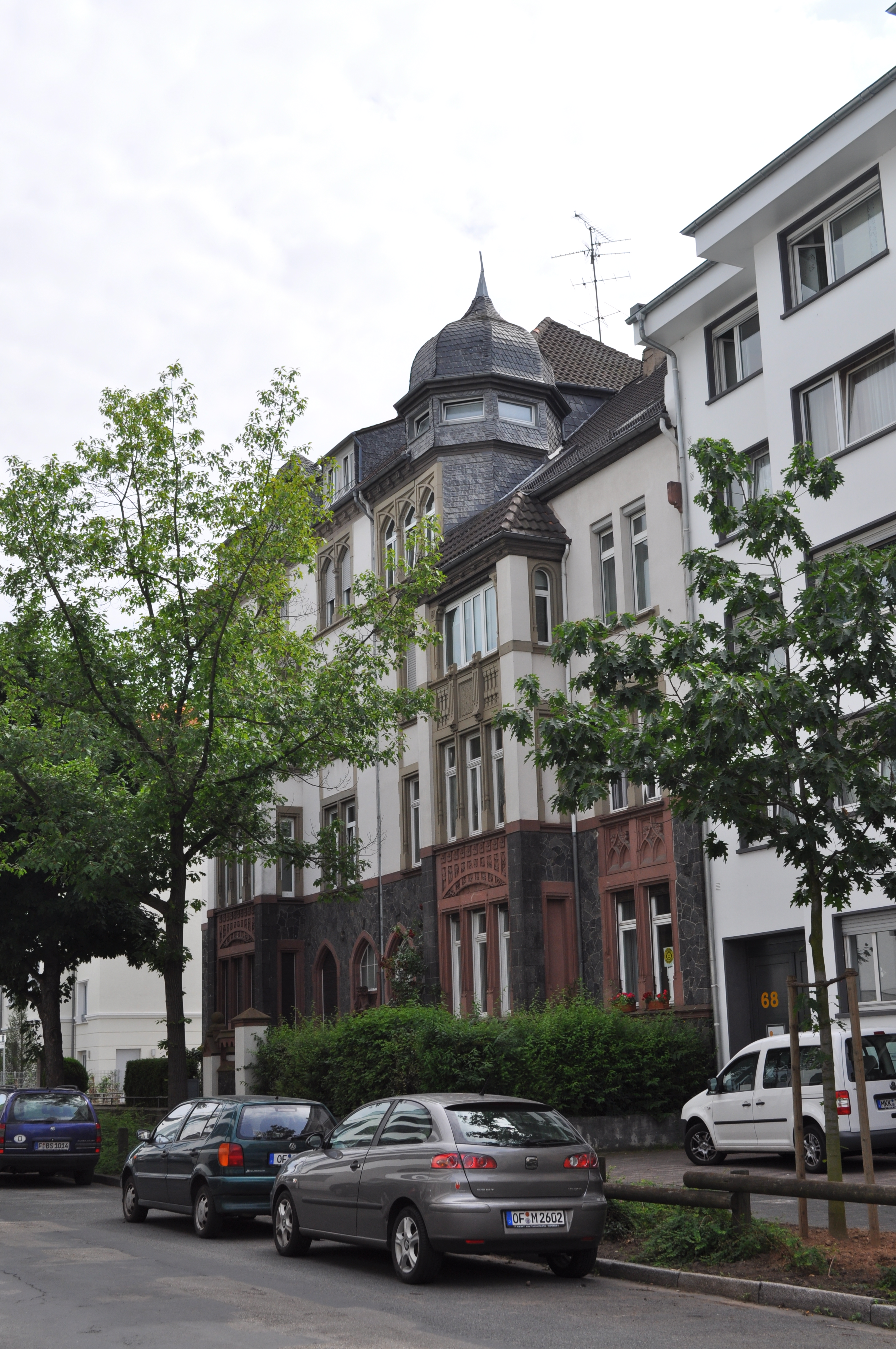
Ludwigstraße 64–66

Das Doppelhaus Ludwigstraße 64–66 im Westend von Offenbach am Main ist ein unter Denkmalschutz stehendes Wohngebäude.

## Das Gebäude
Das drei- bis vierstöckige Doppelhaus wurde 1902 durch den Architekten Max Schröder für den eigenen Bestand erbaut. Er wohnte auch selbst in dem repräsentativen Gebäude, das gegenüber dem Großherzoglichen Kreishaus Ludwigstraße 69 gelegen war (heute hat hier die IHK Offenbach in einem neueren Gebäude ihren Sitz).
Die Sandsteinfassade ist in neogotischem Stil ausgeführt. Teile des Hauses sind jedoch schon im Jugendstil gehalten. Dies gilt für die schmiedeeisernen Beschläge der Haustür und das Blätterornament über der mittleren Fenstergruppe im Erdgeschoss. Im Innern, vor allem im Treppenhaus, wird der Eindruck des Jugendstils stärker.
Nach Kriegszerstörungen wurden die beiden oberen Geschosse vereinfacht wieder aufgebaut. Beide Häuser verfügen über ein plattenverkleidetes Erdgeschoss und mittigem, dreigeschossigem Erker, bei Haus Nr. 64 mit darüber liegendem Balkon. Die Fenstergewände und Brüstungsfelder sind mit Zierformen in Maßwerk, Balustern usw. geschmückt. Bei Haus Nr. 64 befinden sich im Dachbereich drei Schleppgauben, die mittlere mit kleinem Turmhelm. Haus Nr. 66 verfügt über einen aufwändigen polygonalen Turmaufsatz mit Helm. Die ursprüngliche Einfriedung ist zum Teil erhalten.